# Stazione di Bornholmer Straße
La stazione di Bornholmer Straße è una stazione ferroviaria di Berlino, sita nel quartiere di Prenzlauer Berg. È posta sotto tutela monumentale (Denkmalschutz).

## Storia
La stazione venne attivata il 1º ottobre 1935; il fabbricato viaggiatori fu costruito su progetto di Richard Brademann.

## Movimento
La fermata è servita dalle linee S 1, S 2, S 25, S 26, S 8 e S 85 della S-Bahn.

## Interscambi
- Fermata tram (linee M 13 e 50)[4]